# Saicourt
Saicourt (toponimo francese) è un comune svizzero di 626 abitanti del Canton Berna, nella regione del Giura Bernese (circondario del Giura Bernese).

## Monumenti e luoghi d'interesse

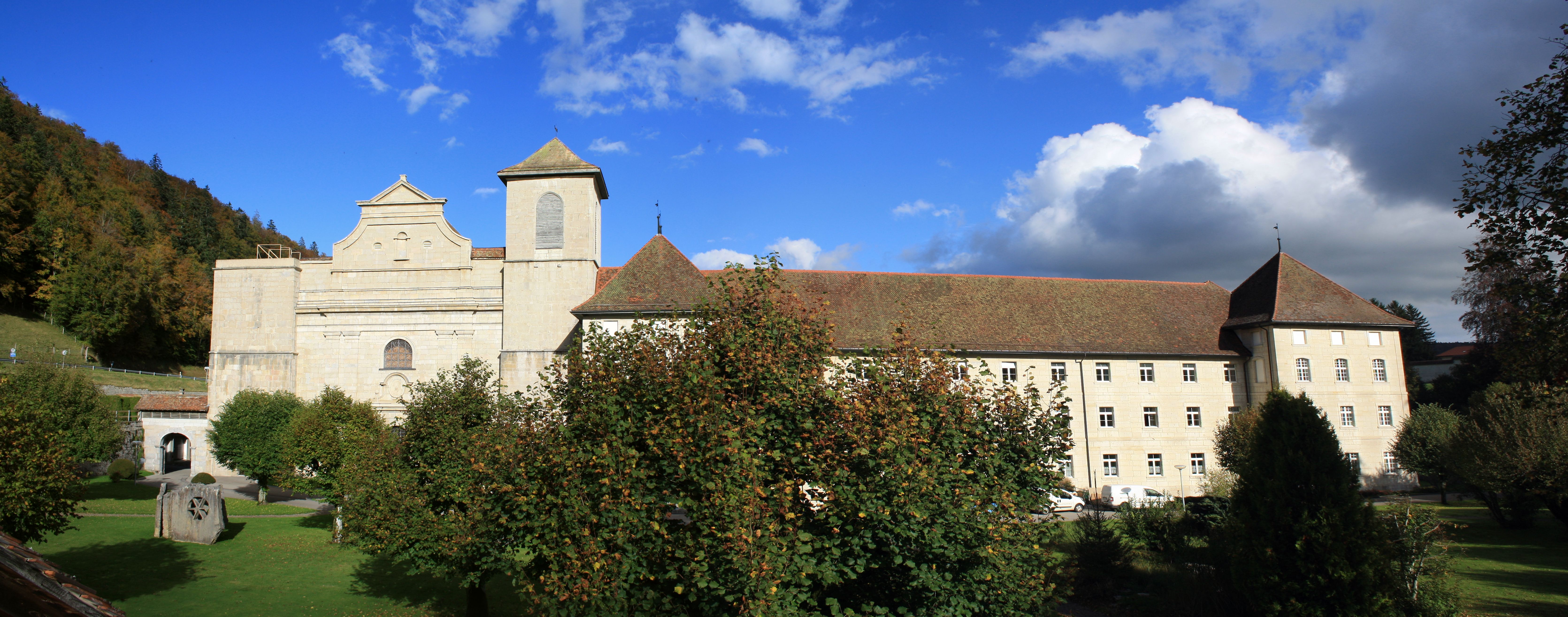
L'abbazia di Bellelay

- Abbazia di Bellelay, fondata nel 1140 circa e soppressa nel 1797[1][2];
- Cappella riformata di Le Fuet, eretta nel 1938[1][3].

## Società

### Evoluzione demografica
L'evoluzione demografica è riportata nella seguente tabella:
Abitanti censiti

## Cultura

### Cucina
Il formaggio Tête de Moine è originario dell'abbazia di Bellelay.

## Geografia antropica

### Frazioni

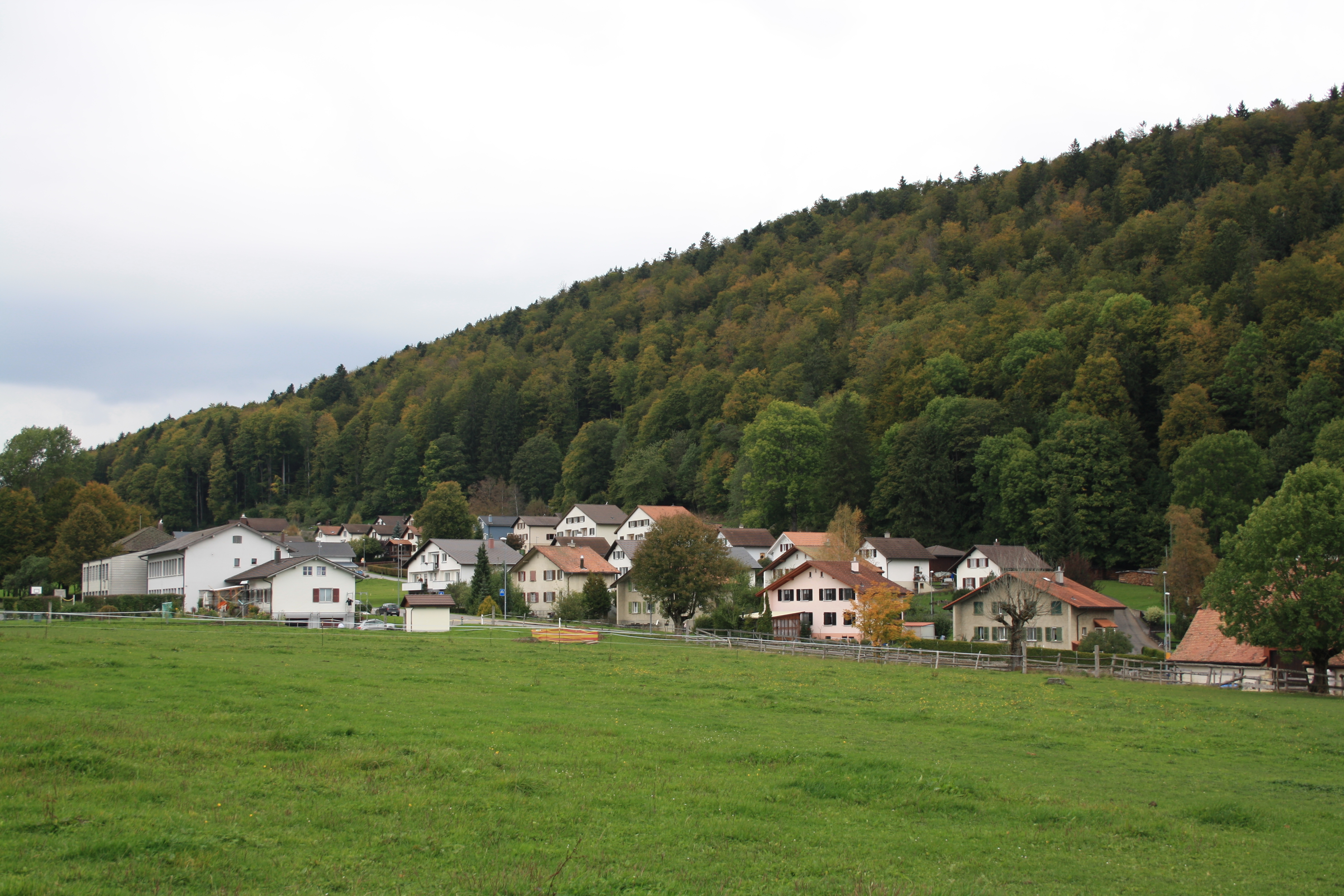
Bellelay

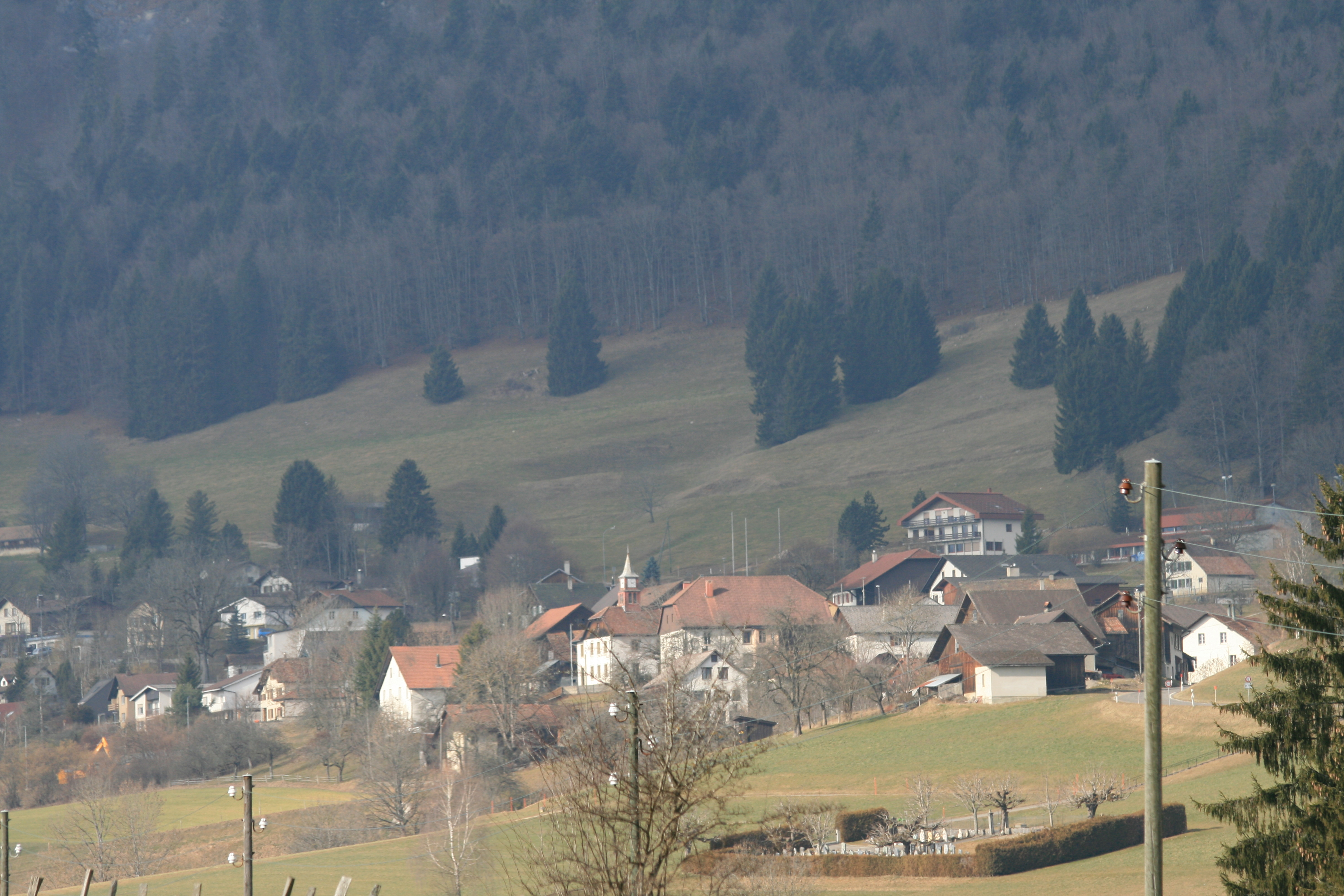
Le Fuet

Le frazioni di Saicourt sono:
- Bellelay[2]
- La Bottière
- Le Fuet[3]
  - Montbautier

## Amministrazione
Ogni famiglia originaria del luogo fa parte del cosiddetto comune patriziale e ha la responsabilità della manutenzione di ogni bene ricadente all'interno dei confini del comune.